# Casa Francesc Tiana Tort
La casa Francesc Tiana Tort, també anomenada casa Torrescasana, o casa Esquerra, és un edifici residencial del municipi de Capellades (Anoia), situat al carrer d'Amador Romaní, 22. Està protegit com a Bé Cultural d'Interès Local.

## Descripció
Casa entre mitgeres de planta baixa i tres plantes pis, coberta amb teula corba i ràfec. Constituïda per dos eixos amb obertures rectangulars molt reformades darrerament, verticals a les dues primeres plantes i apaïsades a la darrera planta. Les dues primeres plantes tenen finestres balconeres. Cal destacar, a la planta baixa, el portal d'entrada amb carreus de pedra d'arc rebaixat, i la clau, on hi ha un escut amb els emblemes del gremi dels paraires, les inicials del promotor 'Fc i TA' i la data de construcció de la casa '1798', i també la finestra d'arc rebaixat amb carreus de pedra. Actualment, el parament de façana és arrebossat i pintat de color ocre, el qual recolza en un sòcol de pedra aplacada.

## Història
Francesc Tiana i Tort, abaixador (per tant, relacionat amb l'activitat llanera), que va ser batlle de Capellades entre 1740 i 1745, va fer construir la casa el 1798 en una peça de terra a la zona del Camp del Clot (després carrer Montserrat i actual carrer d'Amador Romaní), que adquirí el 1791, i que era veïna de l'adquirida per Batista Torrescasana i Brufau.